# Ncincihli Titi
Ncincihli Titi (* 15. Dezember 1993) ist ein südafrikanischer Sprinter, der sich auf den 200-Meter-Lauf spezialisiert hat.

## Sportliche Laufbahn
Erste Erfahrungen bei internationalen Meisterschaften sammelte Ncincihli Titi bei den Commonwealth Games 2014 im schottischen Glasgow, bei denen er im 100-Meter-Lauf mit 10,48 s in der ersten Runde ausschied, während er über 200 Meter bis in das Halbfinale gelangte, in dem er aber disqualifiziert wurde. Zudem belegte er mit der südafrikanischen 4-mal-100-Meter-Staffel in 38,35 s den vierten Platz. Kurz darauf wurde er bei den Afrikameisterschaften in Marrakesch in 20,63 s im 200-Meter-Lauf Vierter. 2015 nahm er erstmals an der Sommer-Universiade im südkoreanischen Gwangju teil und gewann dort mit der südafrikanischen Mannschaft in 39,68 s die Bronzemedaille hinter Japan und Polen. Zudem belegte er über 200 Meter in 20,68 s den vierten Platz, wie auch bei den Studentenweltspielen in Taipeh zwei Jahre später in 21,00 s. Bei den Afrikameisterschaften 2018 in Asaba siegte er in 20,46 s über 200 Meter.
2014 wurde Titi südafrikanischer Meister im 200-Meter-Lauf.

## Persönliche Bestzeiten
- 100 Meter: 10,17 s (+1,1 m/s), 13. Mai 2018 in Knoxville
  - 60 Meter: 6,69 s, 19. Januar 2018 in Clemson
- 200 Meter: 20,00 s (+1,9 m/s), 21. April 2018 in Columbia